# Hiéroglyphe égyptien C10

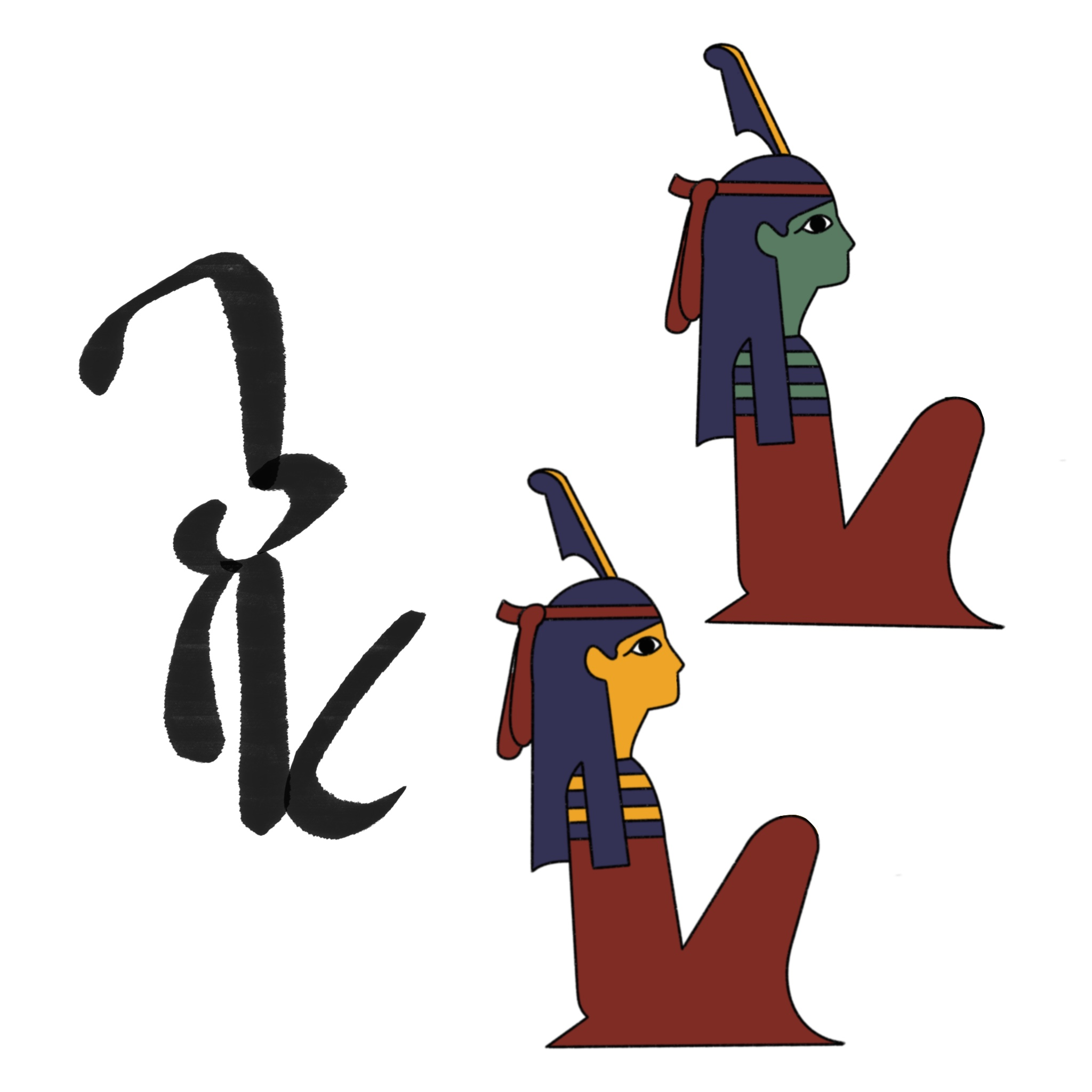
Version hiératique et hiéroglyphique

Le hiéroglyphe égyptien C10 (Maât assise) est classifiée dans la section C « Divinités anthropomorphes » de la liste de Gardiner ; cet hiéroglyphe y est noté C10.

## Représentation
Il représente la déesse Maât assise portant la plume de vérité. Sa peau est en général jaune mais peut être verte, surtout dans un contexte funéraire. En hiératique, il est souvent remplacé par l'hiéroglyphe H6 (plume). Il est translittéré Mȝˁ.t.

## Utilisation
| U5 · a | t | C10 |

| U5 · a | t | C10 |

rectitude, droiture, justice, justesse, gestion ordonnée, ordre des choses ».